# Ocypodinae
La sottofamiglia degli Ocipodini o granchi fantasma comprende una ventina di specie di granchi, fino a tempi recenti tutte raccolte nell'unico genere Ocypode ma in seguito diviso in due dopo la creazione del genere Hoplocypode.